# Roggliswil
Roggliswil är en ort och kommun i distriktet Willisau i kantonen Luzern, Schweiz. Kommunen har 789 invånare (2023).